# USM布利达
布利达联合体育穆斯林俱乐部（法語：Union Sportive Musulmane de Blida；阿拉伯语：‎，USM Blida）是阿尔及利亚布利达的职业足球俱乐部，创建于1932年。球队主体育场为穆斯塔法·恰克体育场（Stade Mustapha Tchaker）。